# ناهنگ
ناهنگ، روستایی در دهستان مهران بخش مهران شهرستان بندر لنگه در استان هرمزگان ایران است.
این روستا در تنگ هرا واقع است و در ۱۲ کیلومتری جنوب شرقی شهر لمزان واقع شده است.

## جمعیت
بر پایه سرشماری عمومی نفوس و مسکن در سال ۱۳۹۵، جمعیت این روستا برابر با ۳۰۷ نفر (۷۶ خانوار) بوده است.